# Недялка Чернаева
Недялка Феодорова Чернаева е българска пианистка.

## Биография
Родена е през 1908 г. в Елхово. Завършва Музикална гимназия в Берлин и Държавната музикална академия в София. Специализира камерна музика в Берлинската консерватория, а през 1938 г. и в Института по камерна музика при проф. Ханс Малке и проф. Георг Шьонеман. Заедно със съпруга си – цигуларят Васил Чернаев развиват активна концертна дейност в цяла Западна Европа. Двамата музиканти се включват в антифашистката организация „Евробунд“. Разкрити са от Гестапо и са изпратени в концентрационни лагери в Германия.
Затворническият й номер в Равенсбрюк е 80065. Всъщност името й е Неделка.
През 1944 – 1945 г. са освободени от Съветските войски. След завръщането си в България, в периода 1950 – 1978 г., е корепетитор и преподавател в Българската музикална консерватория, акомпанятор в Държавна музикална дирекция. Умира през 1979 г. в София.
Личният ѝ архив се съхранява във фонд 1668К в Централен държавен архив. Той се състои от 620 архивни единици от периода 1880 – 1979 г.